# Камарилья
Камари́лья (исп. camarilla «комнатка; тайный кабинет») — группа интриганов в палате перед опочивальней испанского короля Фердинанда VII; в переносном смысле — ближний круг правителя из земляков, приятелей, сослуживцев.
В Испании 1814 года к камарилье принадлежали каноник Остолоса, известный доносчик, каноник Эскоикис, носильщик, ставший доном Антонио Угарте, прежний водовоз, шут, известный под именем Педро Кальядо или под кличкой Чаморро («бритая голова»), и русский дипломат — Дмитрий Павлович Татищев.

## Имя нарицательное
Постепенно название «камарилья» стало нарицательным. Оно означает группу приближённых к первым лицам власти (ранее — придворных), старающихся влиять на ход событий скрытыми интригами, наушничеством, доносами и тому подобным.
В отличие от внешне сходных понятий «факция», «клика», «клиентела» или «котерия», относящихся к заговорщицким, в разной степени оппозиционным и, как следствие, не вполне легальным группам со схожими целями, понятие «камарилья» уже с самого начала обозначало вполне легальную группировку, не только поддерживающую действующую власть, но и находящуюся при власти и, так или иначе, пользующуюся этой властью.:44